# TNT (azienda)
TNT N.V. era un'azienda olandese che operava nel settore delle spedizioni espresse e servizi logistici. Aveva sede ad Hoofddorp, nei Paesi Bassi. L'ultimo Amministratore delegato è stato Peter Bakker.

## Storia
Venne fondata in Australia nel 1946 da Ken Thomas come Thomas Nationwide Transport, ovvero TNT. Nel 1961 si quotò alla Borsa di Sydney e divenne TNT Ltd. Nel 1996 venne acquistata con un'OPA da Koninklijke PTT Nederland NV, holding che possedeva Poste e Telecomunicazioni olandesi, proprietà dello Stato. Nel 1997 divenne TNT Post Group N.V., per poi tornare a chiamarsi TNT nel 2006.
Il 2 agosto 2010, la compagnia annunciò l'avvio di un processo di scissione che avrebbe portato alla creazione di due compagnie indipendenti, una dedita alle spedizioni espresse, l'altra alle spedizioni postali. Con l'approvazione da parte dell'ultima assemblea generale di TNT N.V., in data 26 maggio 2011 venne attuato ufficialmente lo scorporo delle attività di spedizioni espresse, che andavano a costituire la nuova compagnia indipendente TNT Express, mentre la società madre, che manteneva possesso delle attività legate all'e-commerce e alle spedizioni postali, cambiò nome in PostNL, annunciando l'avvio di un processo di rebadging verso tutte le sussidiarie con lo scopo di abbandonare del tutto il marchio TNT.

## Divisioni
Al momento della scissione, le divisioni di TNT erano TNT Airways, TNT Express, TNT Post, TNT Value Added Services, TNT Fashion Group.
Dal 1999 al 2006 fu proprietaria della divisione TNT Logistics, poi ceduta ad Apollo Management, che l'ha rinominata CEVA Logistics.

## TNT in Italia

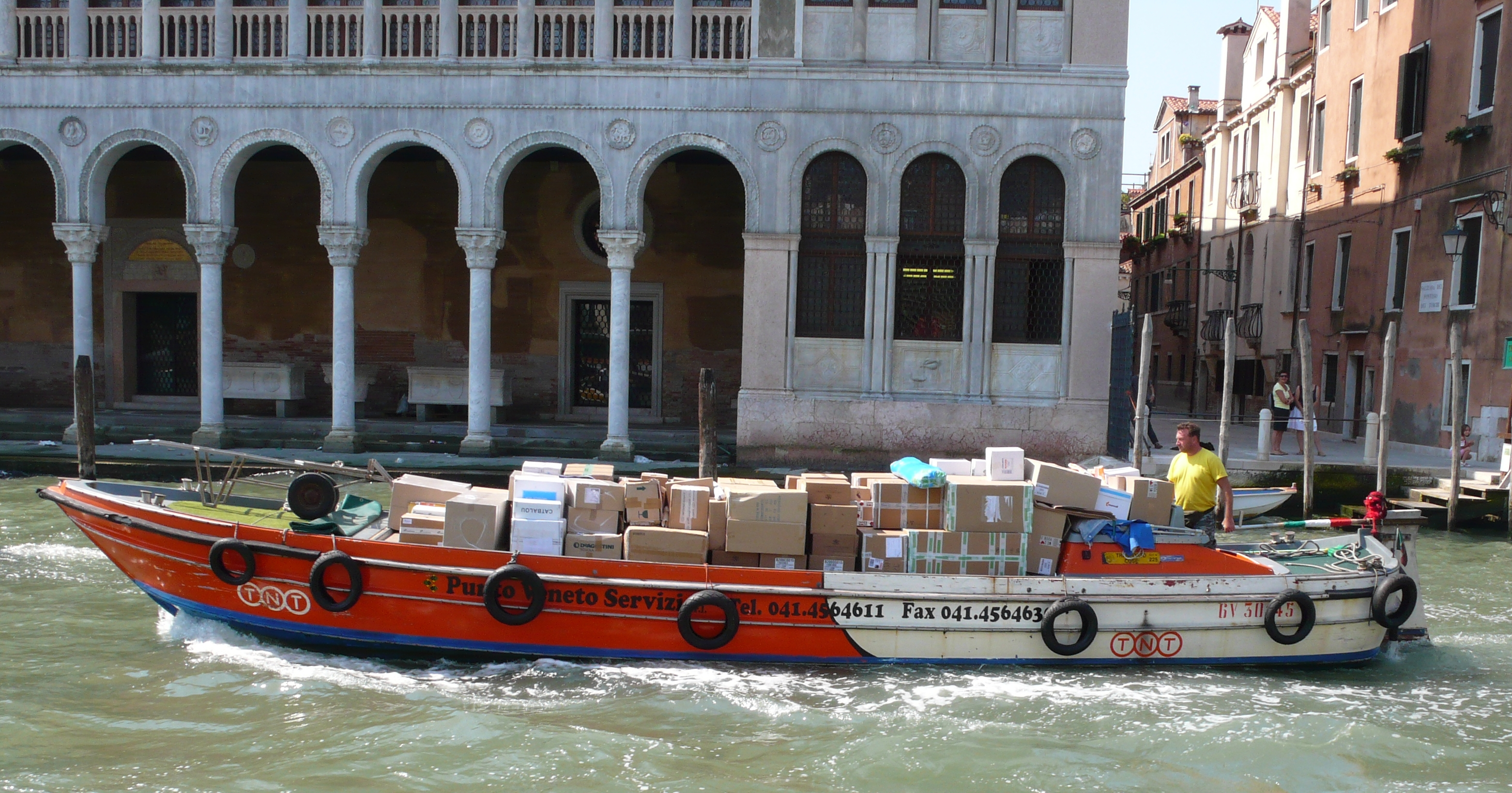
TNT Venezia

Nel 1964 viene fondata a Torino la Trasporto Colli - Tra.Co. S.p.A. da Luigi Giribaldi. Nel 1997 viene acquistata dalla TNT per 400 miliardi di lire (206,5 milioni di euro). Mantiene la denominazione di TNT Traco fino al 1999 quando diventa TNT Global Express S.p.A.. Ad aprile 2015 l'azienda statunitense FedEx acquista TNT e partire dal 1º dicembre 2022 TNT in Italia diviene FedEx Express Italy S.r.l.. Tuttavia, a novembre 2024, le due aziende risultano ancora in fase di integrazione e viene utilizzato ancora il marchio TNT affiancato da quello di FedEx Express.

## Bilancio
Nel 2007 ha ottenuto 10,88 miliardi di euro di ricavi e utili per 989 milioni.